# 중정구 (지룽시)

중정 구의 위치

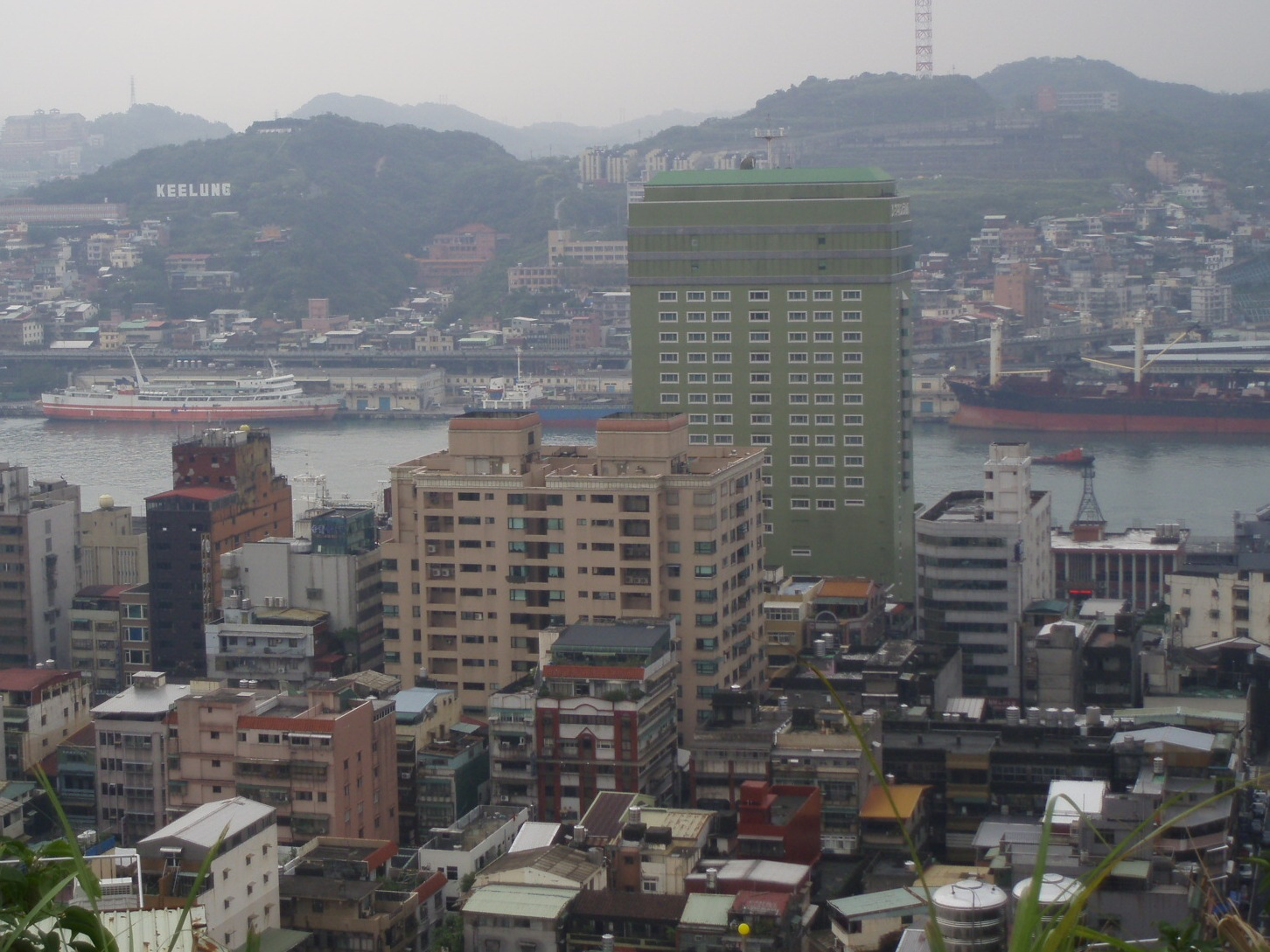
중정 구

중정구(한국어: 중정구, 중국어: 中正區, 병음: Zhōngzhèng Qū)는 중화민국 지룽시의 시할구이다. 넓이는 10.2118km2이고 인구는 2015년 8월 기준으로 52,861명이다. 지룽 시 정부가 소재한다.

## 지리
중정 구는 가늘고 긴 지형이며 북부의 연안에 약간의 평지가 펼쳐져 있지만 나머지는 산지가 대부분을 차지한다.

## 교육
- 국립 타이완 해양대학